# Barkermaskin
Barkermaskin (alt. Barkermekanism) är en anordning som används i pneumatiska orglar. I närheten av tangenten på orgelns manual sitter klaffar som släpper in tryckluft när man trycker ned tangenten. När man släpper upp tangenten släpps luften ut. Från tangenten kan man sedan leda ett rör till de mekanismer som styr orgeln. Fördelen med barkermaskinen är att kraften i tangenten blir lägre.